# Black Metal (альбом)
Black Metal (с англ. «Черный металл») — второй студийный альбом английской группы Venom, выпущенный в 1982 году лейблом Neat Records. Помимо обычного LP издания, были отпечатаны лимитированные издания на цветном виниле (белый, серый, фиолетовый, зелёный, красный, коричневый, «кружевной»).

## Об альбоме
Считается, что этот альбом оказал значительно влияние на формирование и развитие трэш- и дэт-сцен, возникших в 80-е и ранние 90-е. Более того, альбом дал имя новому жанру, пионерами которого были Venom. Хотя альбом внёс огромный вклад в формирование блэк-метала, сегодня жанр альбома часто определяют как трэш-метал.
Оригинальную обложку нарисовал Конрад Лант, басист и вокалист группы. Грайндкор группа Exit-13 впоследствии создала пародию на обложку Venom для своего альбома …Just A Few More Hits.
По состоянию на май 1983 года, общая численность проданных копий альбома Black Metal в Европе достигла более 25 000.
Диск оказался на 68-м месте в списке лучших британских альбомов всех времён, который был составлен по результатам голосования читателей журнала Kerrang!. Также он был включён в список 1001 Albums You Must Hear Before You Die.
Альбом попал в список из 25 самых важных альбомов блэк-метала по версии журнала Revolver.
Песня «Black Metal» была включена в саундтрек Tony Hawk's American Wasteland.

## Запись альбома
По словам Кроноса, альбом был записан за 6 дней.
Изначально, группа планировала поместить в альбом такие песни как, Senile Decay, At War With Satan, Teacher’s Pet, Heaven On Fire, Hell & Back, Hound Of Hell и Raise The Dead, однако, в конечном варианте, из этого списка, в альбом вошли Teacher’s Pet, Heaven On Fire, Hell & Back, Raise The Dead и At War With Satan в виде превью. Песня Hound Of Hell была издана как бонус-трек в переиздании альбома в 2002 году. Композиция Senile Decay была издана только в 2005 году в американском сборнике Venom - MMV.

## Список композиций
| №  | Название           | Длительность |
| -- | ------------------ | ------------ |
| 1. | «Black Metal»      | 3:40         |
| 2. | «To Hell and Back» | 3:00         |
| 3. | «Buried Alive»     | 4:16         |
| 4. | «Raise the Dead»   | 2:45         |
| 5. | «Teacher's Pet»    | 4:41         |

| №   | Название                      | Длительность |
| --- | ----------------------------- | ------------ |
| 6.  | «Leave Me in Hell»            | 3:33         |
| 7.  | «Sacrifice»                   | 4:27         |
| 8.  | «Heaven's on Fire»            | 3:40         |
| 9.  | «Countess Bathory»            | 3:44         |
| 10. | «Don't Burn the Witch»        | 3:20         |
| 11. | «At War with Satan (preview)» | 2:14         |

| №   | Название                                   | Длительность |
| --- | ------------------------------------------ | ------------ |
| 12. | «Bursting Out» (60 Min+ version)           | 2:58         |
| 13. | «Black Metal» (Radio 1 session)            | 3:08         |
| 14. | «Nightmare» (Radio 1 session)              | 3:27         |
| 15. | «Too Loud for the Crowd» (Radio 1 session) | 2:09         |
| 16. | «Bloodlust» (Radio 1 session)              | 2:44         |
| 17. | «Die Hard» (12" version)                   | 3:06         |
| 18. | «Acid Queen» (12" version)                 | 2:31         |
| 19. | «Bursting Out» (12" version)               | 2:59         |
| 20. | «Hounds of Hell» (Outtake)                 | 3:20         |

| №   | Название                                        | Длительность |
| --- | ----------------------------------------------- | ------------ |
| 21. | «Bloodlust (7" Single A-Side, NEAT 13)»         | 2:59         |
| 22. | «In Nomine Satanas (7" Single B-Side, NEAT 13)» | 3:26         |

## Участники записи
- Кронос — бас-гитара, вокал;
- Мантас — гитара;
- Абаддон — ударные.

## Кавер-версии
Существует более 100 кавер-версий одной только композиции "Black Metal". Среди наиболее известных исполнителей, записавших кавер на данную песню, такие как Voivod (в 1983-м), Mayhem (в 1986-м), Holy Moses (в 1993-м), Hypocrisy (1993), Cradle of Filth (2001), Dimmu Borgir (2007), Sigh (в 2008-м), Destruction (в 2016-м).
- Alchemist записали кавер «Black Metal» для трибьют-альбома.
- Blitzkrieg сделали кавер «Countess Bathory» для своего альбома Unholy Trinity.
- Cradle of Filth исполняли кавер «Black Metal».
- Dark Forest, блэк-метал группа из Бразилии, исполнили кавер «Black Metal» на своём демо Sodomized By Depraved Goat 2003 года.
- Dimmu Borgir включили кавер «Black Metal» в качестве бонус-трека в японскую версию своего альбома In Sorte Diaboli.
- Hypocrisy сделали кавер «Black Metal» для альбома Osculum Obscenum.
- Mayhem, чей гитарист и лидер Евронимус называл Venom важной блэк-метал группой, записали кавер «Black Metal» для своего демо Pure Fucking Armageddon и исполняли его на концертах в ранние годы.
- Messiah Marcolin сделали кавер «Countess Bathory».
- Obituary записали кавер «Buried Alive» для своего сборника величайших хитов, названного Anthology.
- Unleashed исполнили кавер «Countess Bathory» в альбоме Shadows in the Deep 1992 года.
- Isegrim записали кавер-альбом «A Tribute to Venom».
- Necrodeath сделали кавер «Countess Bathory» для своего альбома Draculea, выпущенного в 2007 году.
- Vital Remains сделали кавер «Countess Bathory» для своего альбома Into Cold Darkness.
- Vader записали кавер «Black Metal» для альбома Necropolis.
- Sigh выпустили в 2008 году EP «A Tribute to Venom» названия песен в котором совпадают с некоторыми треками в Black Metal, хотя в качестве обложки использована обложка альбома Venom Welcome to Hell.
- Destruction в 2016 году совместно с вокалистом Krisiun Алексом Камарго записали кавер-версию песни "Black Metal" для альбома "Under Attack".